# Брезница (ријека)
Брезница је једна од двије ријеке које протичу кроз Пљевља. Брезница се простирала од околине Пљеваља на истоку до Буковице на сјеверозападу. Брезница се први пут помиње 1296. По многима средиште жупе представљало је насеље под истим именом Брезница, а које је претача каснијег насеља Пљевља.
Средњовјековни утврђени градови пљеваљског краја представљају мања утврђења која се обично налазе у средиштима жупа и скоро сва су на трасама путева. Основна намјена им је одбрамбене природе. Налазе се на стјеновитим узвишењима или високо на брдима – на тешко приступачним мјестима. Средином 15. вијека у Брезници се помињу два града – Кукањ и Равански град. Добро су очувани остаци града Кукња и подграђа Поткукањ у селу Кукањ, на лијевој обали Ћехотине, западно од Пљеваља.
У дјелу тока који протиче кроз град је веома загађена па у том дијелу нема бројну флору и фауну. У њеном чистијем дјелу изграђен је рибњак.
Митрополит Сава Косановић је набрајајући рукописне србуље у манастиру Свете Тројице код Пљеваља, записао да је неки монах Растодер преписао књигу Канони Богородичини. Написана је на ријеци Брезници у Пљевљима, при игуману Никодиму 7087. г. (1579. г.).